# دانیل کولرر
 دانیل کولرر (انگلیسی: Daniel Köllerer؛ زادهٔ ۱۷ اوت ۱۹۸۳) یک تنیس‌باز اهل اتریش است.